# 張韜 (清朝)
张韬（?—?）。字球仲，又字权六，号紫薇山人，浙江海宁人，清朝初年戏曲作家，张英的弟弟。
康熙十五年（1676年）贡生，援例授官为乌程（今浙江吴兴）县学训导、教谕，后来改任天全六番州经历。康熙四十七年（1708年）官至休宁知县。他的诗作文章均佳，与毛际可、徐倬、韩纯玉等人交为好友。擅长书法。著作有《茗溪唱和诗》、《大云楼集》、《响臻堂偶参》、《天全六番集》等。戏曲作品有杂剧《杜秀才痛哭霸亭庙》、《戴院长神行蓟州道》、《王节使重续木兰诗》、《清平调》四种单折短剧，总名《续四声猿》，收入《清人杂剧初集》。体例、风格接近徐渭《四声猿》，为四种一折的短剧。他题辞自称“物不得其平则鸣，胸中无限牢骚”。